# 草野健治
草野 健治（くさの けんじ、1942年（昭和17年）11月5日 - 2008年（平成20年）3月18日）は、滋賀県出身の空手家。空手の四大流派のひとつである糸東流の分派である草野派糸東流拳法空手道会（旧名：健志館拳法空手道会）の開祖。
没後、長男の草野勝が草野健治を襲名し、二代目草野健治となった。

## 経歴
- 1958年(昭和33年)　谷長治郎に師事。
- 1963年(昭和38年)　大津にて練習開始。
- 1965年(昭和40年)　谷派糸東流京滋本部長に就任。
- 1971年(昭和46年)　本部道場を大津市に設立。「健志舘」と谷長治郎より称号を与えられ、活動の拠点とする。
- 1973年(昭和48年)　谷派糸東流師範免許・教士称号を授与される。
- 1974年(昭和49年)　谷派糸東流七段位。
- 1977年(昭和52年)　谷派糸東流修交会より独立、「日本空手道連合会健志舘拳法空手道」と改称する。
- 1978年(昭和53年)　全日本空手道連盟公認六段位　取得。
- 1980年(昭和55年)　組織拡大により、「日本空手道連合会健志舘拳法空手道会」と改称。
- 1981年(昭和56年)　第36回滋賀国体で滋賀県選手団の選手強化委員長・監督に就任、総合優勝へ導く。
- 1982年(昭和57年)　現総本部道場　設立。
- 1983年(昭和58年)　41歳にて全日本空手道連盟公認七段位　取得。
- 1988年(平成元年)　1月12日、谷長治郎より相伝書を授与される。
- 1993年(平成5年)　「草野派糸東流拳法空手道会」と改称。
- 2008年(平成20年)　3月18日没　享年65歳。

## 資格
- 全日本空手道連盟  公認七段位
- 全日本空手道連盟 全国形審判員
- 全日本空手道連盟 全国組手審判員
- 全日本空手道連盟 二級資格審査員
- 日本体育協会  A級コーチ
- 日本体育協会 A級スポーツ指導員

## 役職
- 日本空手道連合会  常任理事
- 滋賀県空手道連盟  副会長
- 草野派糸東流拳法空手道会  開祖